# Клейбэнкский кирпичный завод
Клейбэнкский кирпичный завод (англ. Claybank Brick Plant) — компания, занимавшаяся производством кирпича в период с 1914 по 1989 годы. Расположена в канадской провинции Саскачеван у подножья Грязных холмов (англ. The Dirt Hills). Продукция завода, функционировавшего в течение 75 лет, использовалась для постройки домов на территории всей Канады, включая достопримечательности: Бессборо (англ. Delta Bessborough) в городе Саскатун, Шато-Фронтенак в Квебеке.  Здания завода получили статус объекта культурного наследия Саскачеванского фонда.

## История
- 1886 — Открытие. Фермер Томас Макуильямс, живший в Мус-Джо, первым увидел потенциал для развития производства в залежах глины на холмах возле города. Он обнаружил это место, когда искал убежавший скот и собирал ягоды. Позднее Томас отправился в город для получения прав на территорию, а также построил новую усадьбу в этом районе (в 16 километрах от ближайшего населённого пункта[2]), куда переехал вместе с семьёй. Он запросил разрешение у местного правительства на добычу огнеупорной глины, и оно было выдано. Так появился ранний из известных современным историкам документ, говорящий о глинистых отложениях в Клейбэнке[3][4]. В течение следующих 20 лет Томас продавал глину заводу Wellington White, находившемуся в Мус-Джо.
- 1904 — Партнёрство. Томас установил сотрудничество с компанией Moose Jaw Fire Brick and Pottery Company, под управление которой перешла усадьба, месторождение глины и несколько ближайших территорий, которые также начали использоваться для добычи этой горной породы. Несмотря на высокое качество добываемого материала и большое количество инвестиций, из-за большой удалённости от Мус-Джо производство было нерентабельным. Приходилось доставлять товар на расстояние более 50 километров с помощью лошадиных повозок.
- 1910 — Железная дорога. В 1910 году вблизи глиняных месторождений стала проходить Канадская северная железная дорога[англ.], что в одночасье решило проблему с медленными и дорогими перевозками добытого материала.
- 1912 — Начало реорганизации. Компания Moose Jaw Fire Brick and Pottery Company выкупила последнюю долю Томаса Макуильямса в бизнесе и начала реформирование бизнеса. Работы по созданию производства, действующего на угле, начались в 1912 году[5] и завершились в 1914-м. Из-за экономических потрясений, вызванных Первой мировой войной, завод не функционировал до 1916-го.
- 1916 — Эксплуатация. Сразу после оправления от тяжёлой экономической ситуации завод был введён в работу, также был проведён ребрендинг и расширение продукции. В ассортименте появились огнеупорные и облицовочные кирпичи, ставшие инновациями, обеспечившими высокий рост на продаваемые компанией товары. Положительное влияние на бизнес также оказало развивтие железнодорожной сети и повсеместная эпоха индустриализации. Благодаря всем этим факторам (главным из которых стала линейка продуктов), компания не просто справилась с Великой депрессией, но и стала самым загруженным производством в регионе. В ходе Второй мировой войны особым спросом пользовались огнеупорные кирпичи, используемые на корветах. В послевоенные годы Клейнбэнкский кирпичный завод продолжал процветать, и к 1950 он стал крупнейшим в Саскачеване. Бурный рост индустрии привёл к появлению нового города к северу от производства[6].
- 1954 — Продажа. Новым покупателем стала компания Redcliffe Pressed Brick, переименовавшая завод в Dominion Fire Brick and Clay Products. Позднее контрольный пакет акций перешёл под контроль A.P. Green Fire Brick Company, основанной в Мехико, Миссури[англ.]. Ею произведена модернизация производства, включавшая в себя перевода 6 из 10 печей на природный газ вместо угля. Несмотря на то, что это дало компании некоторые преимущества, к середине 50-х годов бизнес пришёл в упадок из-за уменьшения спроса со стороны производителей железнодорожного транспорта, являвшихся ключевыми клиентами. В 60-х годах также был приостановлен выпуск новых партий облицовочного кирпича, который ранее выступал одним из самых продаваемых товаров завода. Причиной этого послужил изменённый цвет продукции, вызванный производством на природном газе, упомянутом выше.
- 1971 — Упадок, закрытие. Из-за сохранения проблем, начавшихся после модернизации производства и изменения уровня технологий в мире, компания стала «дочкой» A.P. Green Refractories (Canada) Ltd. Это ограничило перспективы завода и ускорило финансовый спад. Сокращение рынков сбыта огнеупорного кирпича, изменение технологии, устаревшее оборудование и сокращение персонала — всё это привело к закрытию в 1989 году[7].
- 1989 — Объект культурного наследия. После закрытия производства в июне 1989 года, Правительство Саскачевана[англ.] заявило о намерениях перевести фабрику в статус объекта культурного наследия. 18 февраля 1991 года был создан Саскачеванский фонд наследия[8], под контроль которого этот завод перешёл годом позднее[9]. С момента вхождения в фонд его представители провели реставрационные работы, а также кампанию по продвижению исторических мест Саскачевана для туристов[10]. С этого времени Клейбэнкский кирпичный завод открыт для посещения и упоминается в различных в туристических гидах[3].

## Продукция
Главными товарами, обеспечившими процветание производства и высокую добычу глины во всём регионе, стали облицовочный и огнеупорный кирпичи. С 1920-х годов они использовались в каминах и печах, а также для облицовки топок локомотивов Канадской железной дороги, военных кораблей класса «Корвет». Кроме того, огнеупорный кирпич из Клейбэнка применялся NASA при строительстве стартовых площадок ракет в штате Флорида.

## Галерея

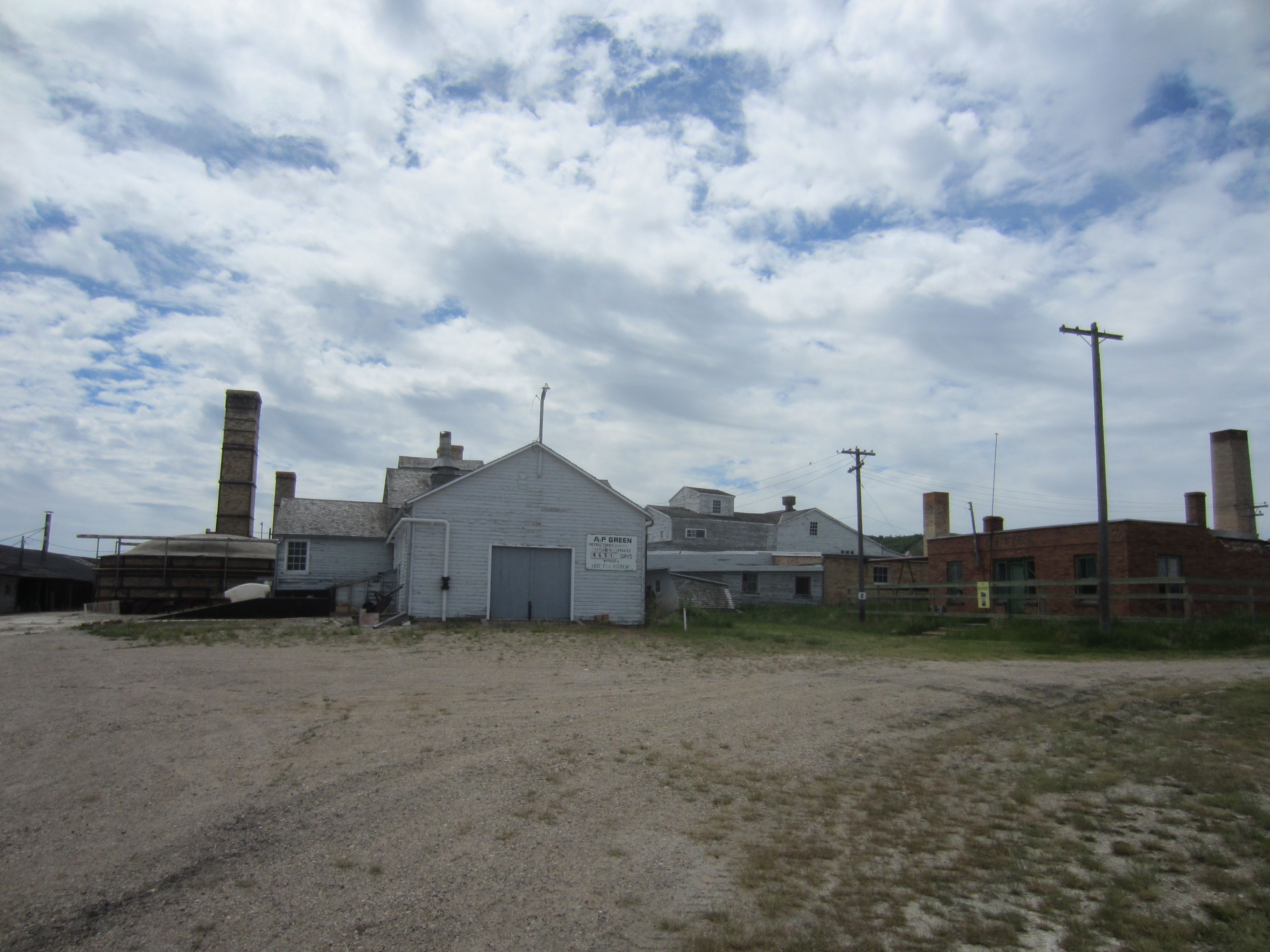
Внешний вид
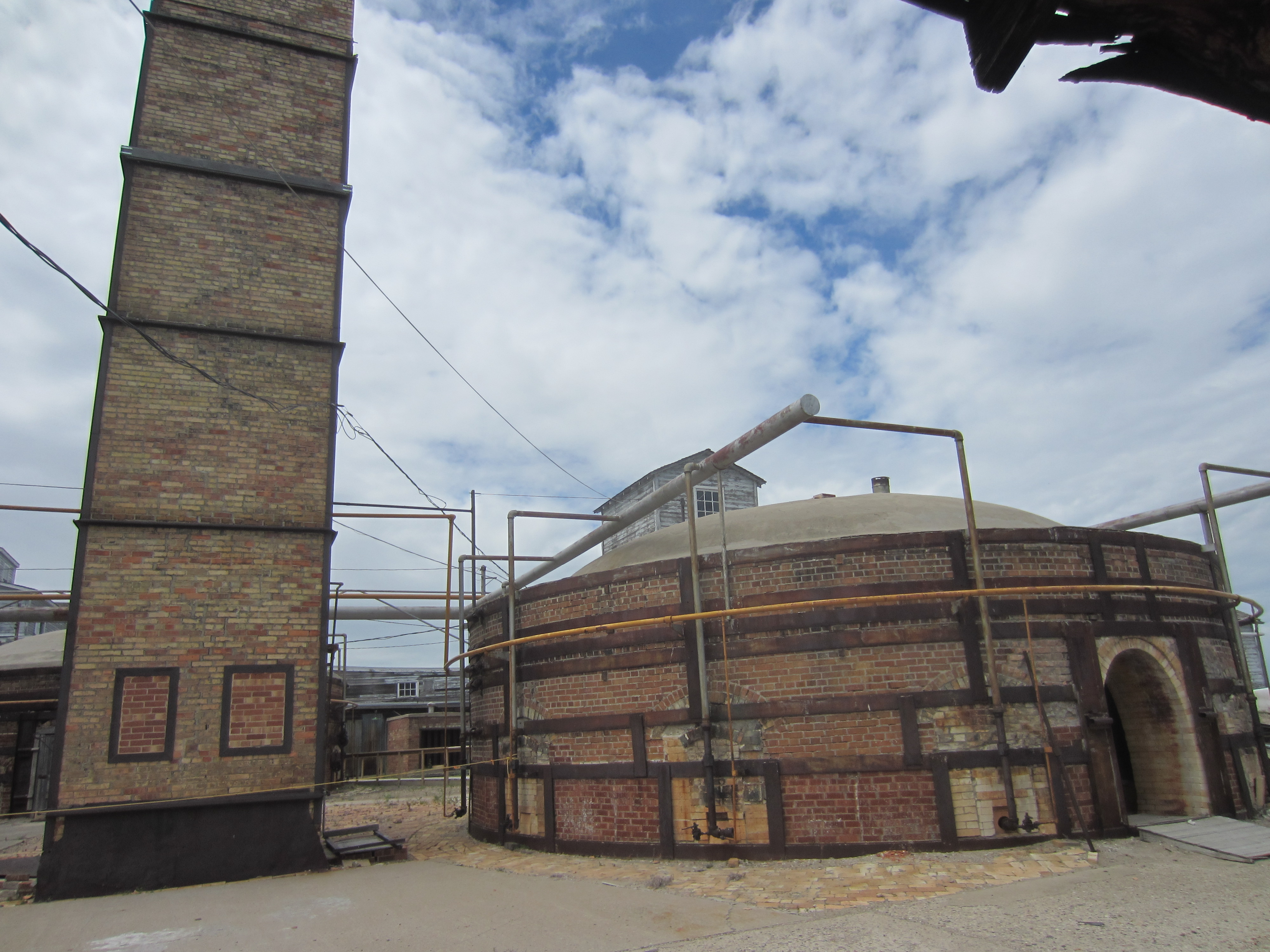
Внешний вид
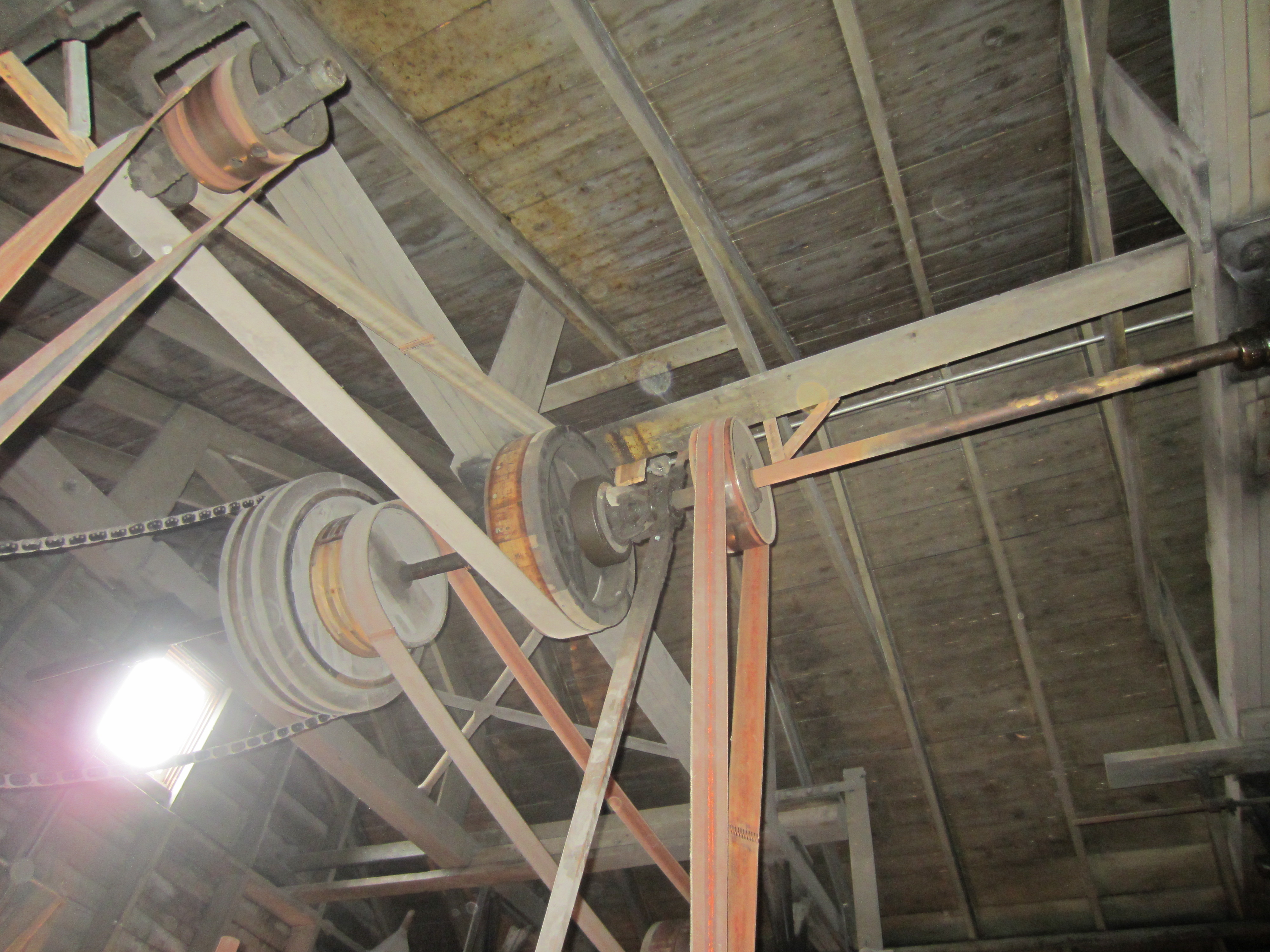
Интерьер
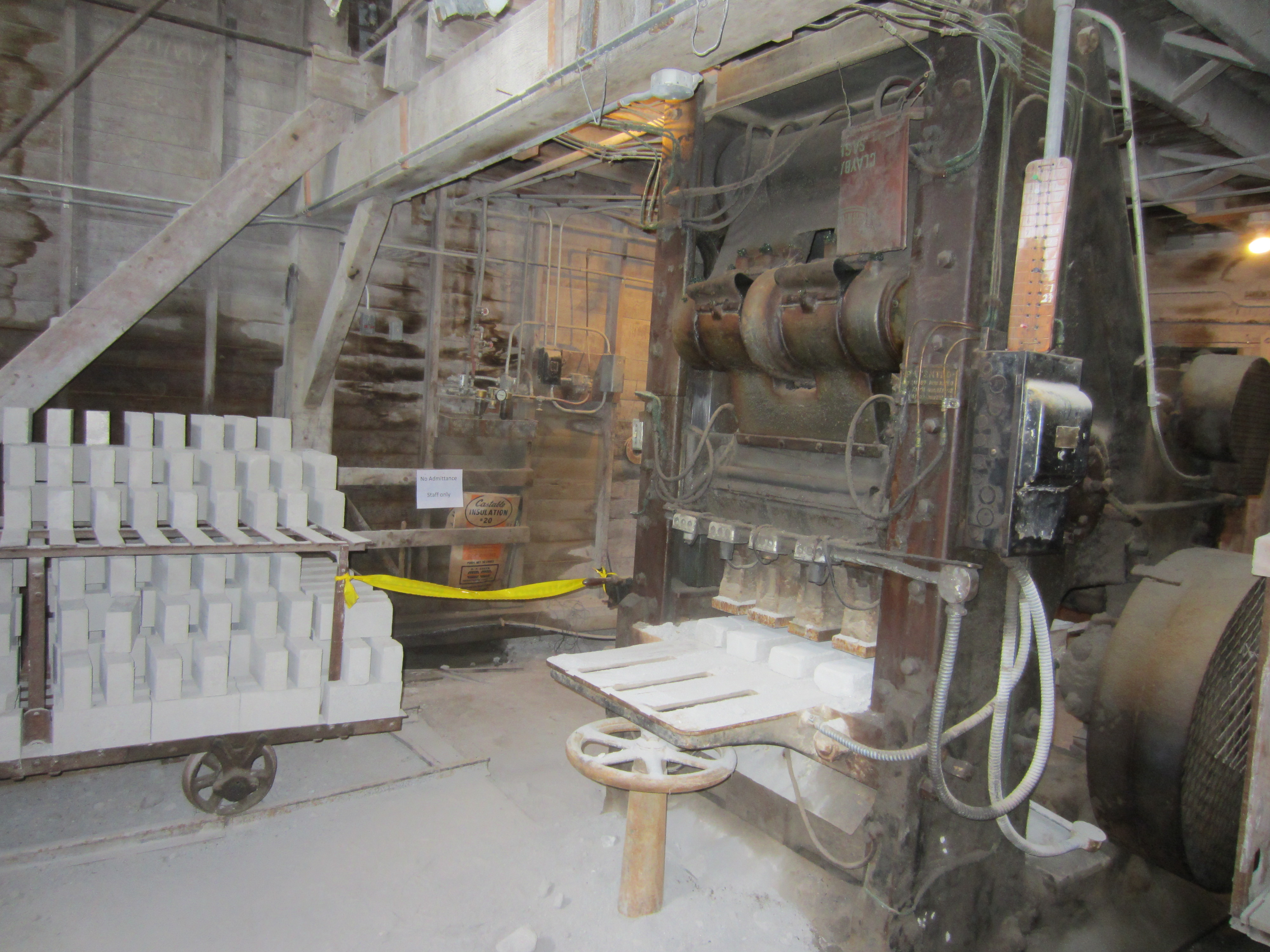
Интерьер